# Ehrenwache des Heiligsten Herzens Jesu

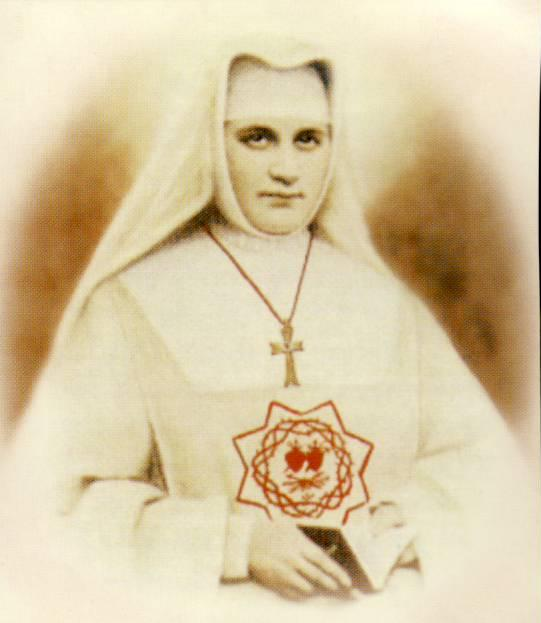
Marie de Jésus Deluil-Martiny gab den entscheidenden Anstoß für die Ausbreitung der Ehrenwache.

Die Ehrenwache des Heiligsten Herzens Jesu (fr.: Garde d´Honneur du Sacré Coeur) ist eine römisch-katholische Bewegung, die sich durch die Anbetung des Heiligsten Herzens Jesu kennzeichnet.

## Geschichte
Marie du Sacré-Cœur Bernaud aus dem Orden von der Heimsuchung Mariens (Salesianerinnen) entwickelte in ihrem Kloster in Bourg-en-Bresse aufgrund einer Vision im März 1863 die Idee einer „Drehscheibe“ (fr.: cadran) der Anbetung des Herzens Jesu. In der Mitte der Scheibe befand sich das Göttliche Herz und an den Rändern die Namen der diversen Anbetungsgruppen: Engel, Sankt Joseph mit den Heiligen, die Gläubigen usw. Die Gesamtheit der Anbeter sollten eine Art Ehrenwache bilden. Als die Idee bekannt wurde, meldeten sich immer mehr Schwestern an – zunächst aus dem Kloster in Bourg, später aus anderen Klöstern –, um an der Ehrenwache teilzunehmen.
Marie de Jésus Deluil-Martiny überredete Sophie Barat, zusammen mit den Sacré-Cœur Schwestern, an der Ehrenwache teilzunehmen. Am 9. März 1864 bestätigte der Bischof des Bistums Belley, Pierre-Henri Gérault de Langalerie (1810–1886), die religiöse Gebetsgemeinschaft als kanonisch anerkannte Bruderschaft. Nach kurzer Zeit bat eine wachsende Zahl von Personen um Aufnahme in die spirituelle „Drehscheibe“. Neben Bischof de Langalerie, der ebenfalls als Mitglied der Ehrenwache beitrat, förderten viele Bischöfe und Kardinäle Bernauds Gebetswerk und gewährten Ablässe. Nach der Seligsprechung von Margareta Maria Alacoque im September 1864 trat Papst Pius IX. der Ehrenwache bei.
Ab September 1864 wurden auch Laien in die Ehrenwache aufgenommen. Die Leitung der stark wachsenden Ehrenwache entwickelte sich zur Belastung für die Ideale eines beschaulichen Ordens mit strenger Klausur. Aus diesem Grund zog sich Bernaud ab 1864 von den außerklösterlichen Angelegenheiten der Gebetsgemeinschaft zurück und betraute Marie de Jésus Deluil-Martiny, die sie bei Exerzitien in ihrem Kloster kennenlernte, mit dieser Funktion Da Deluil-Martiny die entscheidenden Schritte für die Ausbreitung und für die Etablierung der Ehrenwache als kanonisch errichtete Institution unternahm, wird sie von manchen Autoren zusammen mit Constance Bernaud als die Gründerin angesehen.
Papst Leo XIII., der die Verehrung des Herzens Jesu in der letzten Phase seines Pontifikates durch Enzykliken zusätzlich förderte, erhob die Ehrenwache 1878 zur Erzbruderschaft für Frankreich und Belgien; mit dem Konvent der Salesianerinnen von Bourg-en-Bresse als Mittelpunkt. 1879 wurde in der römischen Kirche Santi Vincenzo e Anastasio a Trevi die Erzbruderschaft für Italien gegründet, im späteren Verlauf folgten weitere Errichtungen in Holland, England, Spanien, Kanada, Peru, den USA sowie der Schweiz. 1894 konstituierte sich in Metz die Erzbruderschaft für das Deutsche Kaiserreich. In Deutschland wird die Ehrenwache vom Kloster der Heimsuchung in Uedem organisiert.